# Дом-музей Н. З. Бирюкова
Дом-музей Николая Зотовича Бирюкова — музей советского писателя Н. З. Бирюкова (1912—1966), лауреата Сталинской премии за 1950 год за роман «Чайка» (1945). Находится в Ялте (Крым), Красноармейская улица, 5, литер «А».

## История
Инициатором создания литературно-мемориального музея в городе Ялта стала супруга художника Анна Ильинична.
Дом писателя передан под музей через четыре года после его смерти. 
Музей открыл свои двери перед посетителями 14 (по другим данным 15) ноября 1970 года.

## Особенности экспозиции музея
Музей размещается в доме, где писатель провёл свои последние годы жизни. Дом писателя был возведён по эскизам, созданным будущим владельцем совместно с архитектором З. В. Перимиловским. Строительство двухэтажного особняка продолжалось в течение 1959 года и учитывало потребность Николая Зотовича в свободном передвижении по комнатам, поскольку писатель с 18 лет боролся с тяжёлой болезнью, которая лишила его возможности полноценно двигаться.
Посетителям открыли свои двери библиотека писателя, столовая, веранда, рабочий кабинет. Интерьер комнат остался в том виде, который они имели во времена проживания своего известного владельца. Здесь можно увидеть рукописи Н. З. Бирюкова с его правками и пометками, собрание книг, письменные принадлежности и личные вещи писателя. При музее благоустроен сад.
Также в музее есть экспозиция фарфоровой посуды XIX—XX века, созданной руками крымских мастеров.